# Chiesa di San Pietro in Vincoli (Ittiri)

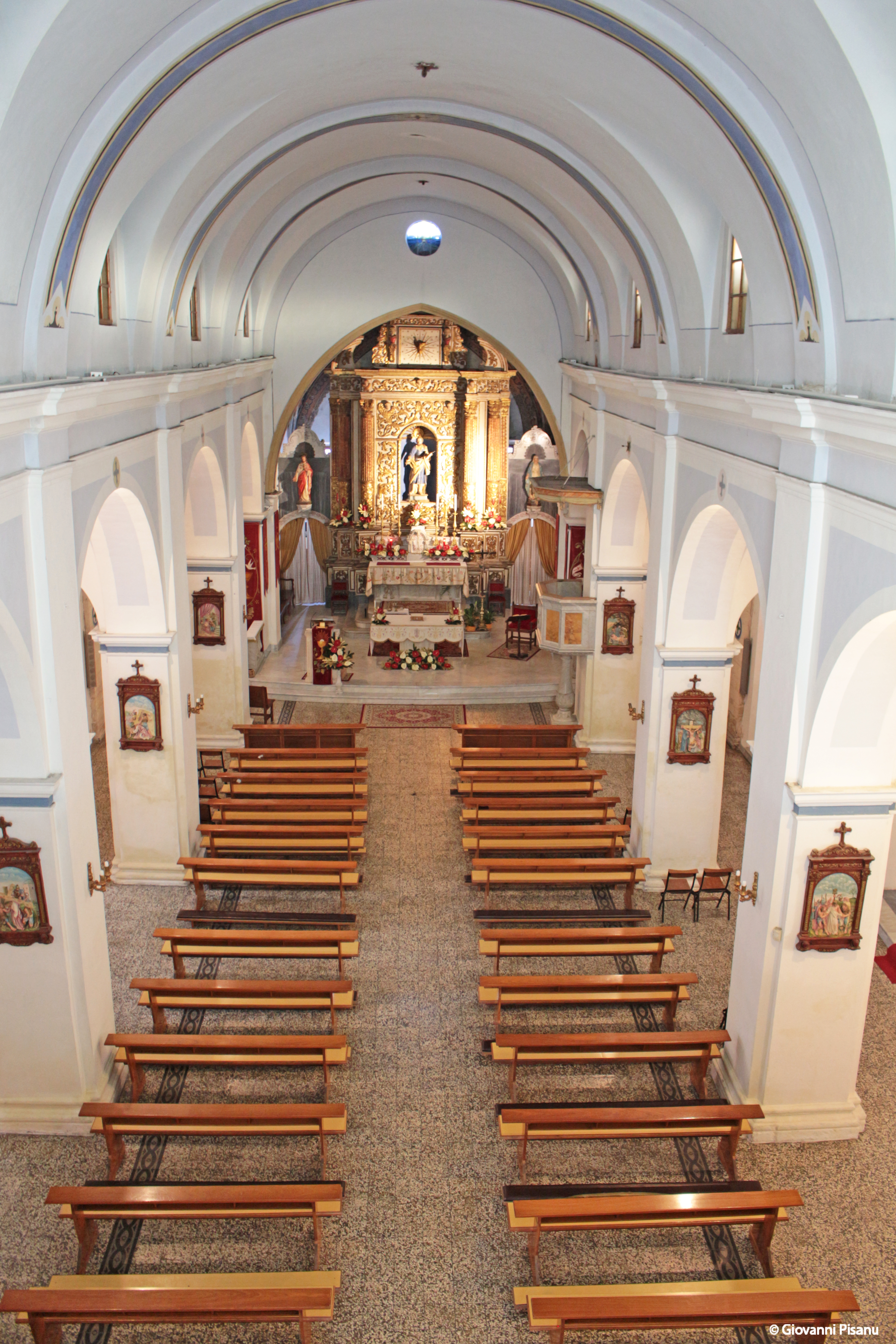
Chiesa di San Pietro in Vincoli

La chiesa San Pietro in Vincoli è un edificio religioso situato a Ittiri, centro abitato della Sardegna nord-occidentale. Consacrata al culto cattolico, è sede dell'omonima parrocchia e fa parte dell'arcidiocesi di Sassari.
Edificata probabilmente su un tempio romanico, è citata ed esplicitamente descritta in documenti risalenti al 1553 e 1555; nel 1775 viene conclusa una prima fase di riedificazione ma, tra il 1881 e il 1895, viene rifatta completamente la facciata, in pesante stile neoclassico, utilizzando blocchi di trachite rossa locale.

## Galleria d'immagini

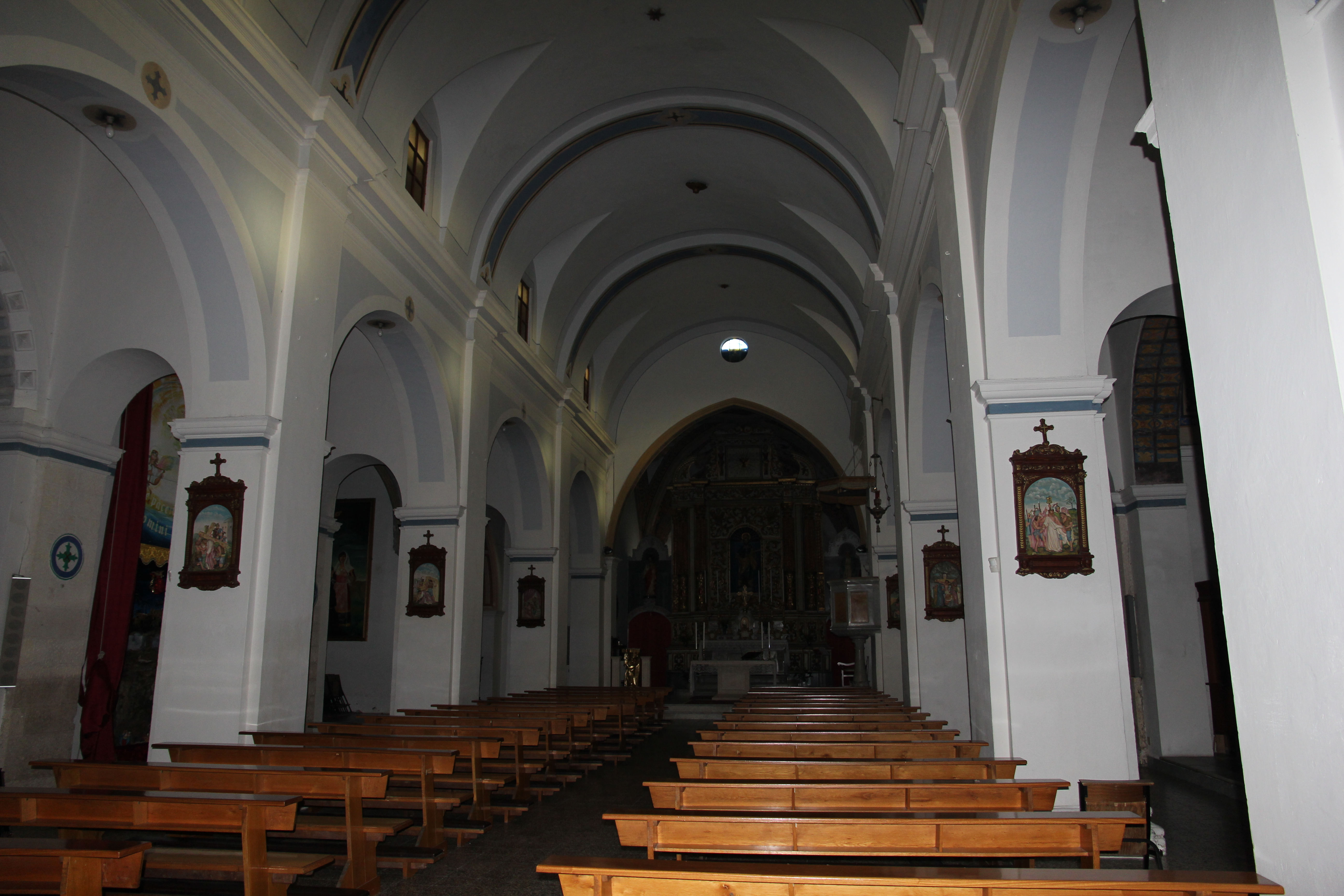
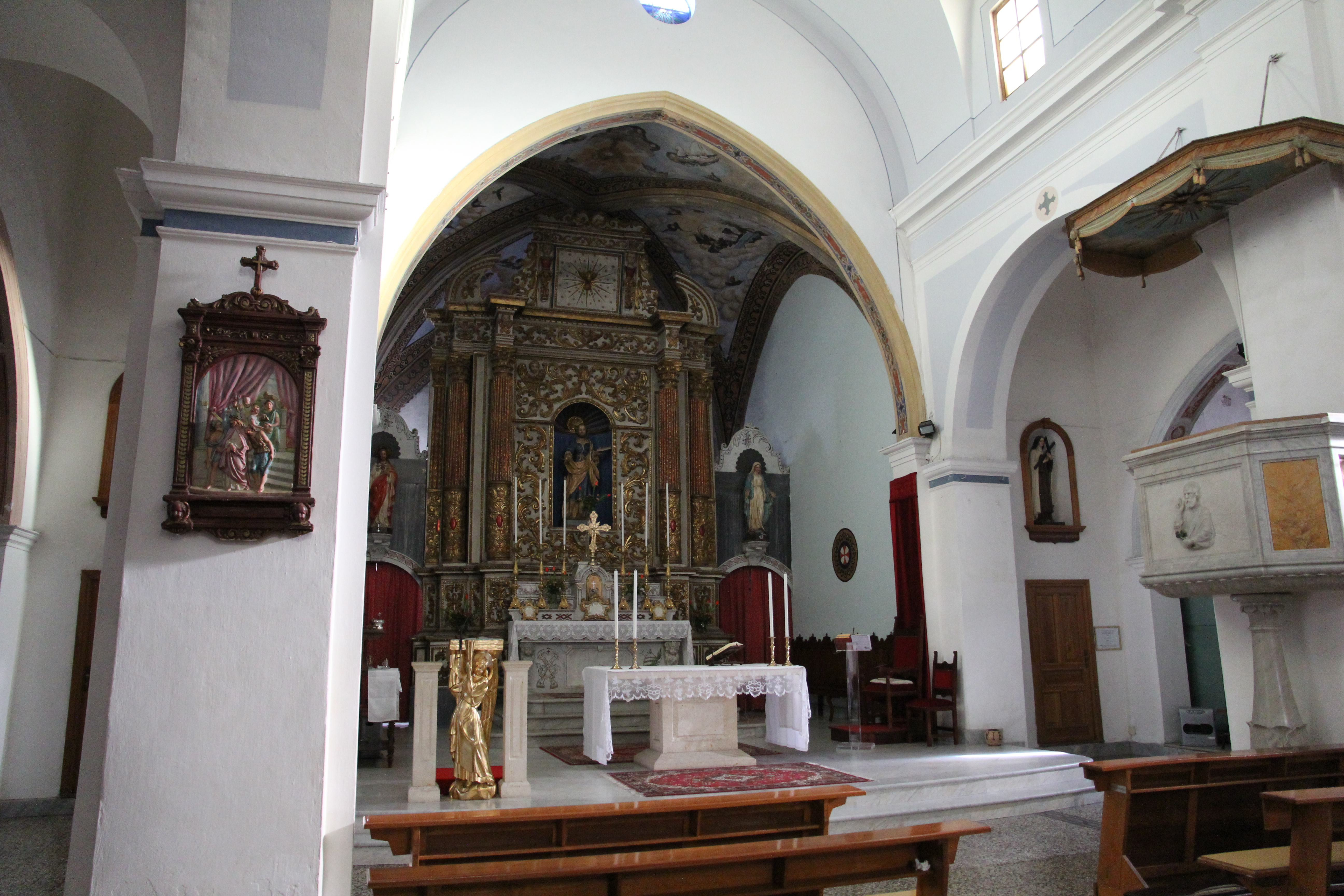
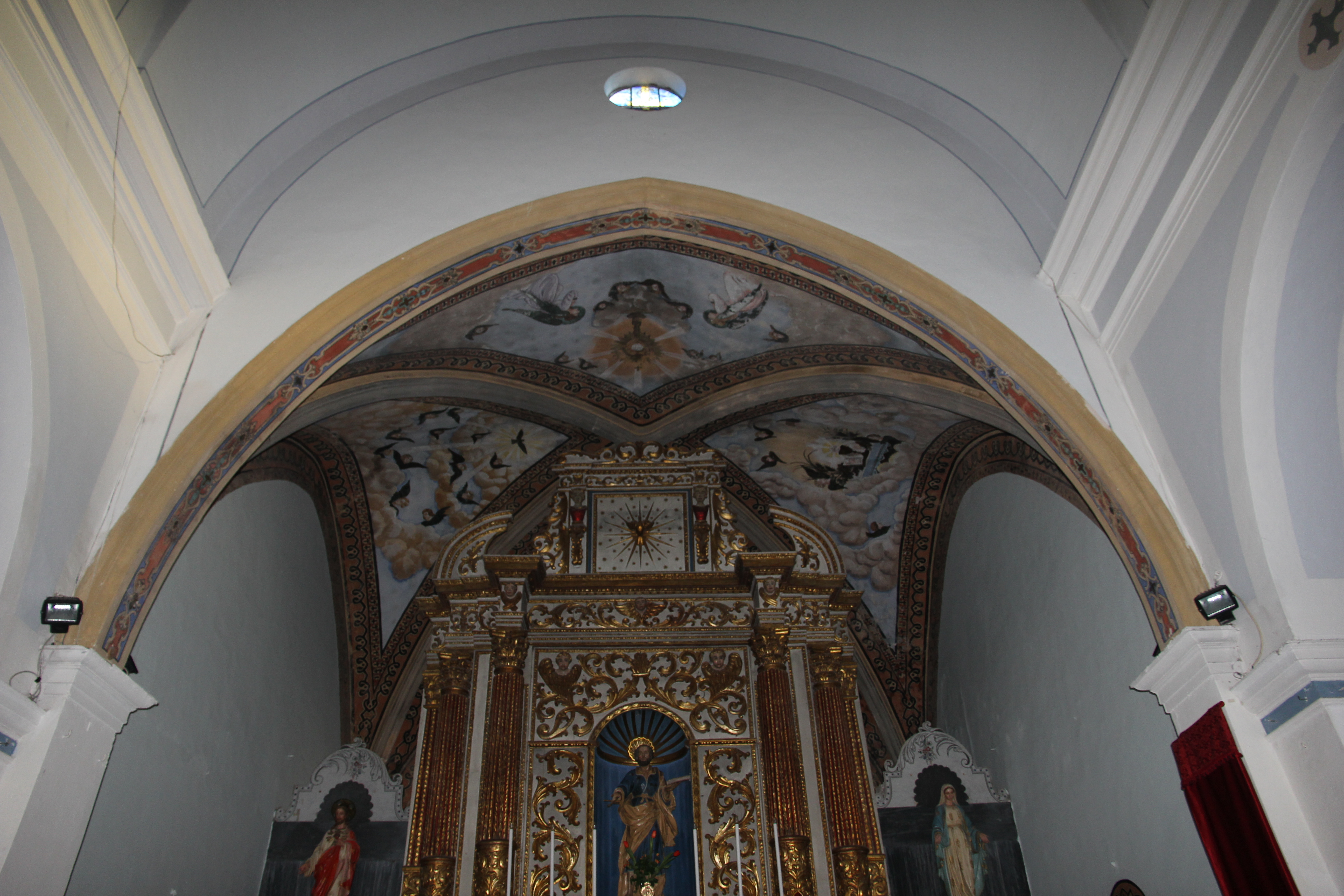